# 川越市立霞ヶ関北小学校
川越市立霞ケ関北小学校（かわごえしりつ かすみがせききたしょうがっこう）は、埼玉県川越市伊勢原町5丁目にある公立小学校。

## 概要
同校はもともと現在の位置から少し離れた小畔川の岸に建てられていたが、老朽化のため移転。2002年より使用されている校舎は川越市立西図書館・伊勢原公民館との複合施設として使用されている。
旧校舎・体育館は現在は解体され、2011年よりかほく運動公園として使用されている。

## 沿革
- 1967年（昭和42年）4月1日 - 川越市立霞ケ関小学校分校として入学式を行う[2]
- 1969年（昭和44年）
  - 4月 - 分校が川越市立霞ケ関北小学校として独立開校
  - 不明 - 校歌制定
- 1972年（昭和47年） - 町名変更に伴い、住居表示が霞ケ関北6丁目31-1となる。
- 1976年（昭和51年） - 児童数が1600人を超える。（当時市内NO.1）
- 2002年（平成14年） - 伊勢原町5丁目1-1に校舎移転。
- 2018年（平成30年） - 開校50周年記念式典挙行。

## 通学区域
校区は以下の通り。
- 川越市立川越西中学校[4]
  - 笠幡（626～627〈10・12～650〉）、的場（2023〈4・5〉・2024〈2・4〉・2025・2036～2037）、伊勢原町1 - 5丁目
- 川越市立霞ケ関東中学校[5]
  - 的場（1939～1940・1946～1947・1949～1959・1961・1964～1967・1969～1975・1977～1978・1981～2023〈3・6〉・2024〈1・3〉・　2026～2035・2038～2162・2368～2391・2395）、霞ケ関北1 - 6丁目、的場新町、的場北1 - 2丁目